# Shafique Keshavjee
Shafique Keshavjee (* 13. Dezember 1955 in Nairobi) ist ein evangelischer Theologe, Autor und Hochschullehrer. Bekannt wurde er durch seinen Roman Der König, der Weise und der Narr (Originaltitel Le roi, le sage et le bouffon).

## Leben
Shafique Keshavjee wurde als Sohn indisch-ismaelitischer Eltern in Kenia geboren. Von 1959 bis 1962 lebte er in Großbritannien. 1963/1964 kam er in die Schweiz und konvertierte in den 1970er Jahren zum Christentum. Er studierte Politikwissenschaften und Evangelische Theologie in Lausanne und promovierte über den  Religionswissenschaftler Mircea Eliade. Shafique Keshavjee ist einer der Initiatoren der ökumenischen Begegnungsstätte l´Arzillier in Lausanne. Seit 2005 ist er Professor für Evangelische Theologie an der Universität Genf. Er ist verheiratet und hat vier Söhne.

## Schriften
- mit Simon Keshavjee: Philou et les facteurs du Ciel. Éditions Dynamots, Valence 2005, ISBN 2-910495-26-4.
- La princesse et le prophète. La mondialisation en roman. Éditions du Seuil, Paris 2004, ISBN 2-02-062855-4.
- Dieu à l'usage de mes fils. Éditions du Seuil, Paris 2000, ISBN 2-02-034948-5.
- Vers une symphonie des Églises. Un appel à la communion.  Editions St. Augustin u. a., St. Maurice u. a. 1998, ISBN 2-88011-131-5 (In deutscher Sprache: Unterwegs zu einer Sinfonie der Kirchen. Ein Aufruf zur Gemeinschaft. Lembeck, Frankfurt am Main 2002, ISBN 3-87476-376-5).
- Le roi, le sage et le bouffon. Le grand tournoi des religions. Éditions du Seuil, Paris 1998, ISBN 2-02-031550-5 (In deutscher Sprache: Der König, der Weise und der Narr. Der große Wettstreit der Religionen (= Goldmann 15070). Goldmann, München 2000, ISBN 3-442-15070-1).
- Mircea Eliade et la coïncidence des opposés ou L'existence en duel. Lang, Bern u. a. 1993, ISBN 3-906750-83-3.